# Кубок обладателей кубков ФИБА 1967/1968
Кубок обладателей кубков 1968 — второй розыгрыш второго по значимости турнира, победу в котором одержал греческий  АЕК.

## 1 раунд
| Команда #1       | Разница   | Команда #2        | 1 игра | 2 игра |
| ---------------- | --------- | ----------------- | ------ | ------ |
| Стокгольм        | 120 — 140 | Оснабрюк          | 60-55  | 60-85  |
| БК Милан         | 152 — 158 | Динамо Бухарест   | 73-64  | 79-94  |
| Академик Коимбра | 126 — 183 | Депортиво Витория | 61-68  | 65-115 |
| Амстердам        | 130 — 147 | АСВЕЛ             | 69-70  | 61-77  |
| Лейпциг          | 138 — 136 | Хонка Эспоо       | 73-57  | 65-79  |
| Олимпик Фрайбург | 122 — 185 | Висла Краков      | 61-104 | 61-81  |
| Эттелбрук        | 133 — 201 | Вена              | 69-101 | 64-100 |

## 1/8 финала
| Команда #1         | Разница   | Команда #2      | 1 игра | 2 игра |
| ------------------ | --------- | --------------- | ------ | ------ |
| Оснабрюк           | 128 — 178 | Славия Прага    | 77-88  | 51-90  |
| Динамо Бухарест    | 160 — 161 | Олимпия Любляна | 100-84 | 60-87  |
| Депортиво Витория  | 147 — 157 | АЕК Афины       | 82-72  | 65-85  |
| Фенербахче Стамбул | 116 — 125 | АСВЕЛ           | 68-61  | 48-64  |
| Лейпциг            | 142 — 121 | Висла Краков    | 70-63  | 72-68  |
| Вена               | 133 — 173 | Спартак София   | 69-71  | 64-102 |
| Хапоэль Т-А        | 122 — 134 | Андерлехт       | 56-51  | 66-83  |

## 1/4 финала
| Команда #1    | Разница   | Команда #2      | 1 игра | 2 игра |
| ------------- | --------- | --------------- | ------ | ------ |
| АСВЕЛ         | 139 — 143 | Варезе          | 88-73  | 51-70  |
| АЕК Афины     | 130 — 128 | Андерлехт       | 76-54  | 54-74  |
| Спартак София | 140 — 156 | Лейпциг         | 82-81  | 58-75  |
| Славия Прага  | 165 — 146 | Олимпия Любляна | 95-64  | 70-82  |

## 1/2 финала
| Команда #1 | Разница   | Команда #2   | 1 игра | 2 игра |
| ---------- | --------- | ------------ | ------ | ------ |
| Варезе     | 130 — 132 | АЕК Афины    | 78-60  | 52-72  |
| Лейпциг    | 133 — 156 | Славия Прага | 57-58  | 76-98  |

## Финал
| Команда #1 | Счет    | Команда #2   |
| ---------- | ------- | ------------ |
| АЕК Афины  | 89 — 82 | Славия Прага |

## Победитель
| Победитель Кубка Кубков 1968 |
| ---------------------------- |
| АЕК 1-й титул                |